# Мартин Адан
Марти́н Ада́н, собственно Рамон Рафаэль де ла Фуэнте Бенавидес (исп. Martín Adán, Ramón Rafael de la Fuente Benavides, 27 октября 1908, Лима — 29 января 1985, Лима) — перуанский поэт и прозаик, крупнейшая, наряду с Сесаром Вальехо, фигура в перуанской поэзии.

## Биография
Из обеспеченной семьи, с кругом и традициями которой рано порвал. Закончил Католический университет Перу (1938). Преобладающую часть жизни провёл в нищете и бесприютности, не раз попадал в дома призрения, больницы и психлечебницы (в том числе — добровольно), страдал алкоголизмом и затяжными депрессиями. Многое из им сочинённого было записано на случайных клочках бумаги, уничтожено или попросту потеряно, многое сохранено друзьями. С 1974 года больше не писал, восемь лет не выходя из депрессивного состояния. Скончался в клинике в ходе хирургической операции.
Дебютировал автобиографическим романом «Картонный домик», который в настоящее время считается предшественником бума латиноамериканской романистики 1960-1970-х годов. Все более герметичные с годами стихи Мартина Адана сочетают авангардистскую поэтику, в которой ощутимо воздействие Йейтса, Паунда, Хайдеггера, с самыми строгими формами, например, сонетом. Они стремятся к «абсолютной поэзии» (её центральный символ — Роза) и представляют собой впечатляющий образец необарочной лирики.
Адан ставил перед собой одновременно и научные и творческие задачи. Он стремился совместить представление о ключевых поэтах Перу разных исторических эпох со своими, конечно, не в полной мере оригинальными, но всё же исключительно новыми для Латинской Америки взглядами на феномен барочности.

## Произведения
- La casa de cartón (1928, роман)

Поэзия
- La rosa de la espinela (1939)
- Travesía de extramares (1953)
- Escrito a ciegas (1961, поэма)
- La mano desasida (1964, поэма о Мачу-Пикчу)
- La piedra absoluta (1966)
- Diario de poeta (1975)

## Публикации на русском языке
- [Стихотворения] / Пер. С. Гончаренко // Поэты Перу. — М.: Художественная литература, 1982. — С.126-140.

## Признание
С 1970-х годов значение написанного Мартином Аданом для латиноамериканской литературы растёт. Его стихи и роман постоянно переиздаются, переведены на французский и итальянский языки. Переиздается также его университетский диплом «О барокко в Перу» (1938, опубликован в 1968 году), уникальный для XX века пример прозы в культеранистских традициях Гонгоры.